# Transport v Črni gori
Transport v Črni gori predstavljajo cestne, železniške in morske povezave. Pomembna pristanišča so v Kotorju, Budvi, Baru in Ulcinj. S Hrvaško je povezana z jadransko cesto, s Srbijo ter Albanijo s cestami in železnicami. Pomembni letališči v državi sta v Tivatu in Podgorici.